# Vitesse individuelle féminine aux Jeux olympiques d'été de 2012
Navigation
Pékin 2008 Rio de Janeiro 2016
La vitesse individuelle féminine, épreuve de cyclisme sur piste des Jeux olympiques d'été de 2012 a lieu entre le 5 et le 7 août 2012 sur le Vélodrome de Londres.

## Format de la compétition
Les dispositions particulières aux Jeux olympiques sont détaillées dans l'article 3.2.050 du règlement de l'UCI qui traite des tableaux pour toutes les compétitions internationales.
Dix-huit concurrentes participent à l'épreuve.
Qualifications
Les concurrentes effectuent individuellement un 200 m lancé.
16e de finale
9 confrontations de deux coureuses, déterminées en fonction des temps de qualification, en une seule manche. Les vainqueurs sont qualifiées pour les 8e de finale et les autres concurrentes sont réparties en trois repêchages de trois concurrentes ; la première de chaque repêchage accède aux 8e de finale.
8e de finale
6 confrontations de deux coureuses en une seule manche. Les vainqueurs sont qualifiées pour les quarts de finale et les perdantes sont réparties en deux repêchages de trois coureuses offrant chacun une place en quarts de finale.
Quarts de finale, demi-finales et finale
Confrontations de deux coureuses en deux manches gagnantes, sans repêchage.
Classement final
Les perdantes des demi-finales se rencontrent en deux manches gagnantes pour la médaille de bronze. Les perdantes des quarts de finale se disputent les places de 5 à 8 en une seule course. Les perdantes des repêchages des 8e de finale font de même pour les places de 9 à 12. Les autres concurrentes sont classées en fonction de leur temps de qualification.
Les règles détaillées d'appariement des coureurs à chaque tour en fonction de leur temps de qualification et de leurs résultats précédents dans le tournoi sont détaillés dans le règlement de l'UCI.

## Programme
Tous les temps correspondent à l'UTC+1
| Date                 | Horaire         | Manche                |
| -------------------- | --------------- | --------------------- |
| Dimanche 5 août 2012 | 11 h 00 16 h 00 | Qualifications Séries |
| Lundi 6 août 2012    | 16 h 45         | Quarts de finale      |
| Mardi 7 août 2012    | 16 h 00 17 h 25 | Demi-finales Finales  |

## Qualification
À l'issue des 200 mètres contre-la-montre, les coureuses sont classées en fonction de leur temps.
| Rang | Cycliste           | Pays             | Temps         | Vitesse moyenne (km/h) |
| ---- | ------------------ | ---------------- | ------------- | ---------------------- |
| 1    | Victoria Pendleton | Grande-Bretagne  | 10 s 724 (RO) | 67,139                 |
| 2    | Anna Meares        | Australie        | 10 s 805      | 66,635                 |
| 3    | Guo Shuang         | Chine            | 11 s 020      | 65,335                 |
| 4    | Kristina Vogel     | Allemagne        | 11 s 027      | 65,294                 |
| 5    | Olga Panarina      | Biélorussie      | 11 s 080      | 64,981                 |
| 6    | Lisandra Guerra    | Cuba             | 11 s 109      | 64,812                 |
| 7    | Lee Wai Sze        | Hong Kong        | 11 s 203      | 64,268                 |
| 8    | Simona Krupeckaitė | Lituanie         | 11 s 234      | 64,091                 |
| 9    | Natasha Hansen     | Nouvelle-Zélande | 11 s 241      | 64,051                 |
| 10   | Lyubov Shulika     | Ukraine          | 11 s 319      | 63,609                 |
| 11   | Willy Kanis        | Pays-Bas         | 11 s 322      | 63,593                 |
| 12   | Monique Sullivan   | Canada           | 11 s 347      | 63,593                 |
| 13   | Juliana Gaviria    | Colombie         | 11 s 376      | 63,291                 |
| 14   | Lee Hye-Jin        | Corée du Sud     | 11 s 405      | 63,130                 |
| 15   | Virginie Cueff     | France           | 11 s 439      | 62,942                 |
| 16   | Daniela Larreal    | Venezuela        | 11 s 569      | 62,235                 |
| 17   | Kayono Maeda       | Japon            | 11 s 600      | 62,068                 |
| 18   | Ekaterina Gnidenko | Russie           | 11 s 649      | 61,807                 |

## Premier tour

### Tour principal
| Cycliste           | Pays            | Temps    | Moyenne (km/h) |
| ------------------ | --------------- | -------- | -------------- |
| Victoria Pendleton | Grande-Bretagne | 11 s 775 | 61,146         |
| Ekaterina Gnidenko | Russie          |          |                |

| Cycliste        | Pays      | Temps    | Moyenne (km/h) |
| --------------- | --------- | -------- | -------------- |
| Guo Shuang      | Chine     | 11 s 371 | 63,318         |
| Daniela Larreal | Venezuela |          |                |

| Cycliste      | Pays         | Temps    | Moyenne (km/h) |
| ------------- | ------------ | -------- | -------------- |
| Olga Panarina | Biélorussie  | 11 s 608 | 62,026         |
| Lee Hye-Jin   | Corée du Sud |          |                |

| Cycliste         | Pays      | Temps    | Moyenne (km/h) |
| ---------------- | --------- | -------- | -------------- |
| Lee Wai Sze      | Hong Kong | 11 s 300 | 63,716         |
| Monique Sullivan | Canada    |          |                |

| Cycliste       | Pays             | Temps    | Moyenne (km/h) |
| -------------- | ---------------- | -------- | -------------- |
| Lyubov Shulika | Ukraine          | 11 s 808 | 60,975         |
| Natasha Hansen | Nouvelle-Zélande |          |                |

| Cycliste     | Pays      | Temps    | Moyenne (km/h) |
| ------------ | --------- | -------- | -------------- |
| Anna Meares  | Australie | 11 s 800 | 61,016         |
| Kayono Maeda | Japon     |          |                |

| Cycliste       | Pays      | Temps    | Moyenne (km/h) |
| -------------- | --------- | -------- | -------------- |
| Kristina Vogel | Allemagne | 11 s 605 | 62,042         |
| Virginie Cueff | France    |          |                |

| Cycliste        | Pays     | Temps    | Moyenne (km/h) |
| --------------- | -------- | -------- | -------------- |
| Lisandra Guerra | Cuba     | 11 s 390 | 63,213         |
| Juliana Gaviria | Colombie |          |                |

| Cycliste           | Pays     | Temps    | Moyenne (km/h) |
| ------------------ | -------- | -------- | -------------- |
| Simona Krupeckaitė | Lituanie | 11 s 528 | 62,456         |
| Willy Kanis        | Pays-Bas |          |                |

### Repêchages du premier tour
| Cycliste           | Pays             | Temps    | Moyenne (km/h) |
| ------------------ | ---------------- | -------- | -------------- |
| Natasha Hansen     | Nouvelle-Zélande | 11 s 882 | 60,595         |
| Juliana Gaviria    | Colombie         |          |                |
| Ekaterina Gnidenko | Russie           |          |                |

| Cycliste         | Pays         | Temps    | Moyenne (km/h) |
| ---------------- | ------------ | -------- | -------------- |
| Monique Sullivan | Canada       | 11 s 572 | 62,219         |
| Lee Hye-Jin      | Corée du Sud |          |                |
| Kayono Maeda     | Japon        |          |                |

| Cycliste        | Pays      | Temps    | Moyenne (km/h) |
| --------------- | --------- | -------- | -------------- |
| Willy Kanis     | Pays-Bas  | 11 s 643 | 61,839         |
| Virginie Cueff  | France    |          |                |
| Daniela Larreal | Venezuela |          |                |

## Deuxième tour

### Tour principal
| Cycliste           | Pays            | Temps  | Moyenne (km/h) |
| ------------------ | --------------- | ------ | -------------- |
| Victoria Pendleton | Grande-Bretagne | 11.840 | 60.810         |
| Willy Kanis        | Pays-Bas        |        |                |

| Cycliste       | Pays             | Temps  | Moyenne (km/h) |
| -------------- | ---------------- | ------ | -------------- |
| Guo Shuang     | Chine            | 11.431 | 62.986         |
| Natasha Hansen | Nouvelle-Zélande |        |                |

| Cycliste           | Pays        | Temps  | Moyenne (km/h) |
| ------------------ | ----------- | ------ | -------------- |
| Simona Krupeckaitė | Lituanie    | 11.486 | 62.685         |
| Olga Panarina      | Biélorussie |        |                |

| Cycliste         | Pays      | Temps  | Moyenne (km/h) |
| ---------------- | --------- | ------ | -------------- |
| Anna Meares      | Australie | 11.566 | 62.251         |
| Monique Sullivan | Canada    |        |                |

| Cycliste       | Pays      | Temps  | Moyenne (km/h) |
| -------------- | --------- | ------ | -------------- |
| Kristina Vogel | Allemagne | 11.547 | 62.353         |
| Lyubov Shulika | Ukraine   |        |                |

| Cycliste        | Pays      | Temps  | Moyenne (km/h) |
| --------------- | --------- | ------ | -------------- |
| Lisandra Guerra | Cuba      | 11.485 | 62.690         |
| Lee Wai Sze     | Hong Kong |        |                |

### Repêchages du deuxième tour
| Cycliste       | Pays      | Temps  | Moyenne (km/h) |
| -------------- | --------- | ------ | -------------- |
| Lyubov Shulika | Ukraine   | 11.461 | 62.821         |
| Willy Kanis    | Pays-Bas  |        |                |
| Lee Wai Sze    | Hong Kong |        |                |

| Cycliste         | Pays             | Temps  | Moyenne (km/h) |
| ---------------- | ---------------- | ------ | -------------- |
| Olga Panarina    | Biélorussie      | 11.443 | 62.920         |
| Monique Sullivan | Canada           |        |                |
| Natasha Hansen   | Nouvelle-Zélande |        |                |

## Quarts de finale
| Cycliste           | Pays            | Temps (Manche 1) | Temps (Manche 2) |
| ------------------ | --------------- | ---------------- | ---------------- |
| Victoria Pendleton | Grande-Bretagne | 11.226           | 11.339           |
| Olga Panarina      | Biélorussie     |                  |                  |

| Cycliste        | Pays  | Temps (Manche 1) | Temps (Manche 2) | Temps (Manche 3) |
| --------------- | ----- | ---------------- | ---------------- | ---------------- |
| Guo Shuang      | Chine |                  | 11.283           | 11.337           |
| Lisandra Guerra | Cuba  | 11.536           |                  |                  |

| Cycliste       | Pays      | Temps (Manche 1) | Temps (Manche 2) |
| -------------- | --------- | ---------------- | ---------------- |
| Anna Meares    | Australie | 11.465           | 11.573           |
| Lyubov Shulika | Ukraine   |                  |                  |

| Cycliste           | Pays      | Temps (Manche 1) | Temps (Manche 2) |
| ------------------ | --------- | ---------------- | ---------------- |
| Kristina Vogel     | Allemagne | 11.541           | 11.568           |
| Simona Krupeckaitė | Lituanie  |                  |                  |

### Demi-finales
| Cycliste           | Pays            | Temps (Manche 1) | Temps (Manche 2) |
| ------------------ | --------------- | ---------------- | ---------------- |
| Victoria Pendleton | Grande-Bretagne | 11.481           | 11.538           |
| Kristina Vogel     | Allemagne       |                  |                  |

| Cycliste    | Pays      | Temps (Manche 1) | Temps (Manche 2) |
| ----------- | --------- | ---------------- | ---------------- |
| Anna Meares | Australie | 11.683           | 11.284           |
| Guo Shuang  | Chine     |                  |                  |

### Finales
Match pour la médaille de bronze
| Cycliste       | Pays      | Temps (Manche 1) | Temps (Manche 2) | Rang                                |
| -------------- | --------- | ---------------- | ---------------- | ----------------------------------- |
| Kristina Vogel | Allemagne |                  |                  | 4                                   |
| Guo Shuang     | Chine     | 11.532           | 11.591           | Médaille de bronze, Jeux olympiques |

Match pour la médaille d'or
| Cycliste           | Pays            | Temps (Manche 1) | Temps (Manche 2) | Rang                               |
| ------------------ | --------------- | ---------------- | ---------------- | ---------------------------------- |
| Victoria Pendleton | Grande-Bretagne | Abd              |                  | Médaille d'argent, Jeux olympiques |
| Anna Meares        | Australie       | 11.218           | 11.348           | Médaille d'or, Jeux olympiques     |

## Matchs de classement

### 5e-8eplace
| Cycliste           | Pays        | Temps  | Moyenne (km/h) | Rang |
| ------------------ | ----------- | ------ | -------------- | ---- |
| Simona Krupeckaitė | Lituanie    | 11.812 | 60.954         | 5    |
| Lisandra Guerra    | Cuba        |        |                | 6    |
| Lyubov Shulika     | Ukraine     |        |                | 7    |
| Olga Panarina      | Biélorussie |        |                | 8    |

### 9e-12eplace
| Cycliste         | Pays             | Temps  | Moyenne (km/h) | Rank |
| ---------------- | ---------------- | ------ | -------------- | ---- |
| Willy Kanis      | Pays-Bas         | 11.852 | 60.749         | 9    |
| Lee Wai Sze      | Hong Kong        |        |                | 10   |
| Monique Sullivan | Canada           |        |                | 11   |
| Natasha Hansen   | Nouvelle-Zélande |        |                | 12   |